# Departemental-Irrenanstalt zu Düsseldorf

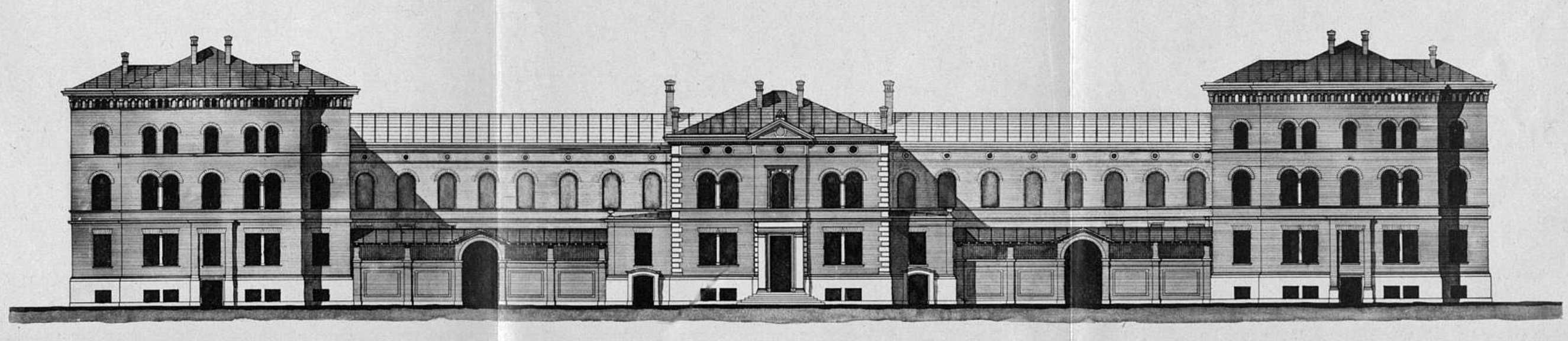
Vordere Ansicht, 1864

Die Departemental-Irrenanstalt zu Düsseldorf war eine öffentliche Anstalt für „unheilbare Geisteskranke“ aus dem Regierungsbezirk Düsseldorf, gelegen am Rhein in Unterbilk. Sie bestand von 1826 bis 1912 und erreichte am Ende des 19. Jahrhunderts eine Kapazität von 550 Betten.

## Geschichte

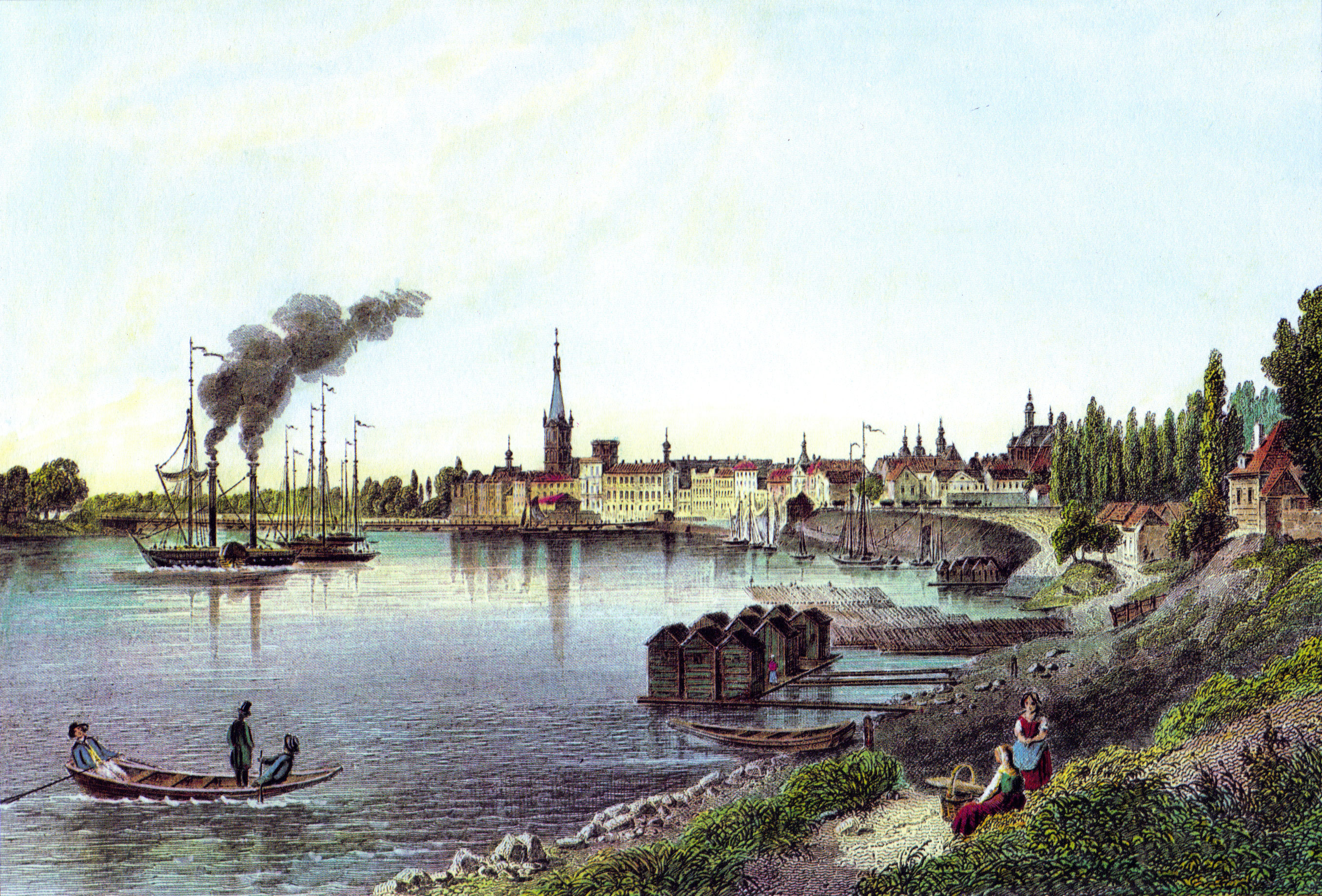
Rheinufer der Düsseldorfer Neustadt mit Rhein-Freibad, Stich von Joseph Maximilian Kolb nach einem Bild von Ludwig Rohbock (um 1850)

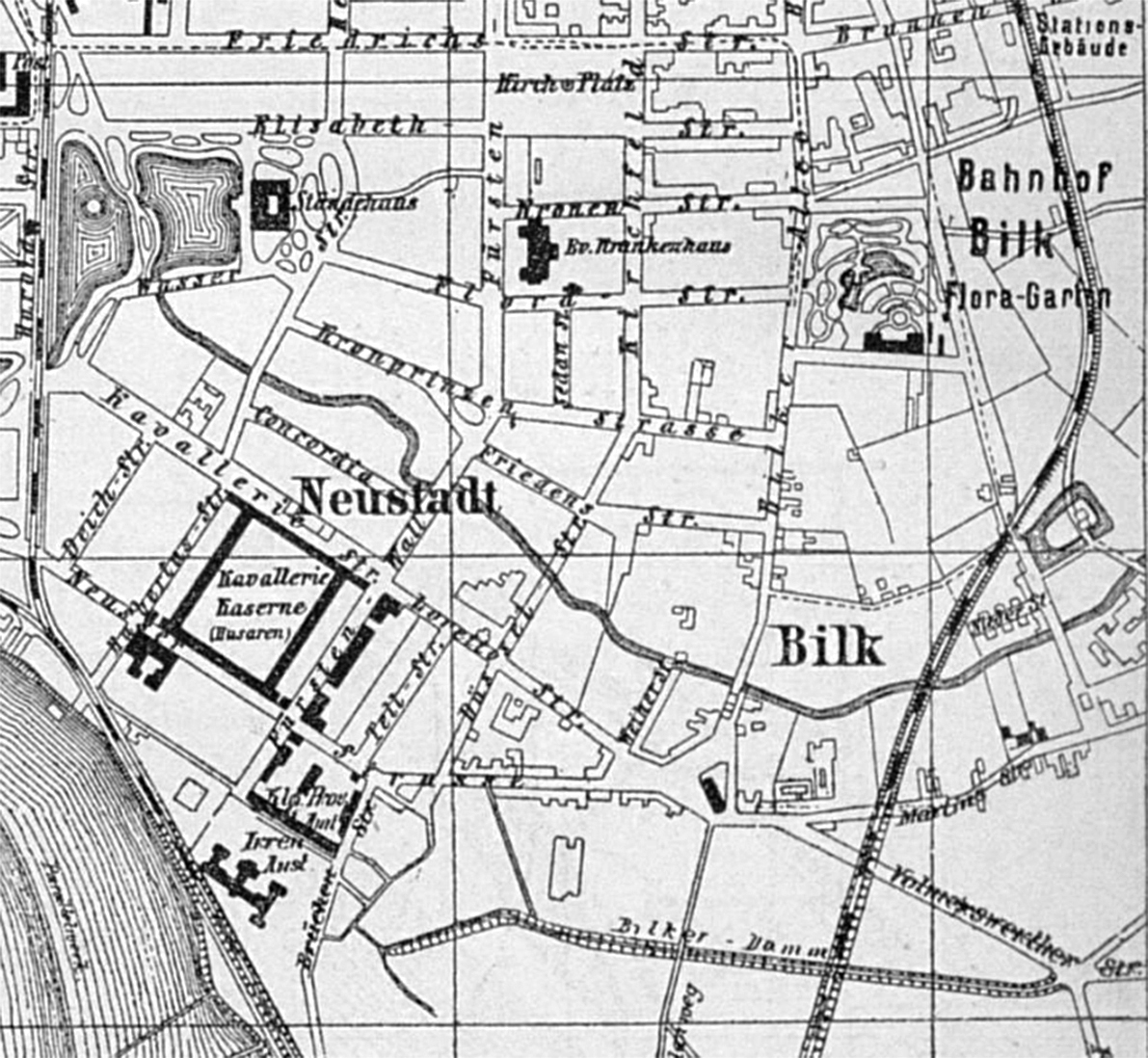
Lage der Irrenanstalt, im Ausschnitt des Stadtplans Neustadt und Bilk (1890)

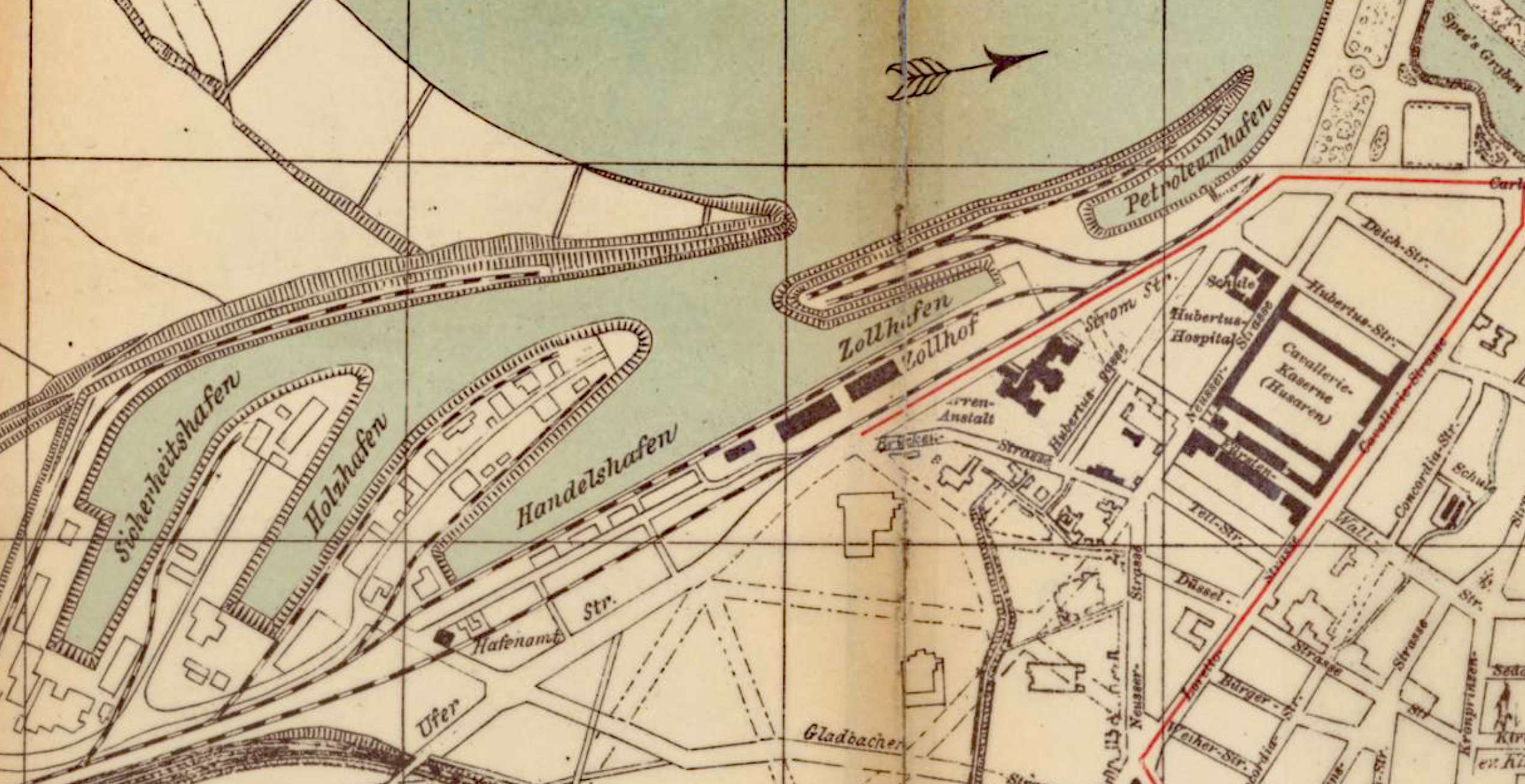
Düsseldorfer Hafen und Unterbilk (1900)

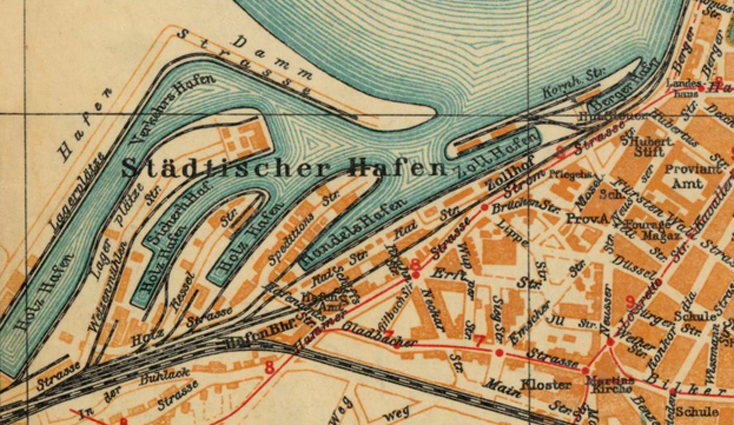
Städtischer Hafen Düsseldorf (1926)

1823 wurde von der Hauptarmenverwaltung zu Düsseldorf, der 1800 gegründeten Armen-Versorgungs-Anstalt für die Stadt und auswärtige Bürgerschaft von Düsseldorf, das Böhnert’sche Haus in der Neustadt angekauft, um dort eine Irrenanstalt für den Regierungsbezirk Düsseldorf zu errichten. Die Gelder stammten ursprünglich aus einem Wohltätigkeitsfonds des großherzoglich bergischen Rheindepartements, der sich aus „Tanzmusikgeldern“ speiste, welche seit 1807 erhoben worden waren. Auf dieser Grundlage hatte Johann Franz Joseph von Nesselrode-Reichenstein, der Innenminister des Großherzogtums Berg, 1812 die Erweiterung der Irrenanstalt der Stadt Düsseldorf zu einer Irrenanstalt des Rheindepartements genehmigt. Entsprechend bestimmte auch eine preußische Regierungsverfügung vom 24. Juni 1825, dass die Verwaltung der neuen Anstalt nicht städtisch zu führen sei. Daher wurde eine besondere Departements-Wohlthätigkeits-Kommission gebildet, welche unter anderem auch die Irrenanstalt-Fonds verwaltete. Zu Mitgliedern dieser Kommission ernannt wurden am 24. Oktober 1825 Graf von Spee zu Düsseldorf, Freiherr Friedrich von der Leyen zu Krefeld, Freiherr von Bothmer zu Xanten, Kaufmann Hermann Peltzer (1801–1867) zu Elberfeld, Oberbürgermeister Klüber zu Düsseldorf und zwei Ehrenmitglieder, Dechant Wilhelm Heinzen und General-Präses Wilhelm Ross.
1825/1826 erfolgte der Umbau des Böhnert’schen Hauses für eine Auslastung von vierzig Kranken. Unter der Leitung des Sanitätsrats Carl Leopold Bournye (1787–1865) wurde die Anstalt am 24. November 1826 mit anfänglich vierzehn Geisteskranken eröffnet. Sie stand unter der Aufsicht eines Kuratoriums von anfänglich drei, später fünf Personen, der leitende Amtsarzt eingeschlossen. Eine Ordnung für die Departemental-Irrenanstalt vom September 1826 regelte die innere Verwaltung und setzte den jährlichen Pflegesatz für alle auf Kosten des Regierungsbezirks Düsseldorf untergebrachten Kranken. Nach ihrer Grundbestimmung wurde die Departemental-Irrenanstalt als Aufbewahrungsort und nicht als Heil- und Heilversuchs-Anstalt gegründet. Kranke sollten vor dem Entrinnen bewahrt werden, möglichst mit sanfter und menschlicher Behandlung, jedoch somatotherapeutische Behandlungen zur Ruhigstellung, wie Zwangsweste, Zwangsstuhl, Brust- und Handriemen, wurden empfohlen. Beschäftigungen, wie Gartenarbeit, Teilnahme an Haushaltsarbeiten, Ausübung von Kunstfertigungen oder Lesen sollten nur zu ihrer Unterhaltung dienen, soweit es der Gesundheitszustand zuließe. Entmündigung der Insassen wurden durch Urteil des Königlichen Landgerichts veranlasst.
1837 und 1838 wurde die Anstalt durch einen Neubau für weibliche Geisteskranke erweitert. Eine weitere Vergrößerung des Mittelbaues und Anbau von zwei Seitenflügeln fand, nach Ankauf des Witwe Krings’schen Hauses und Gartens, 1842 bis 1844 statt. 1846 kam das benachbarte Grundstück von Hohmann dazu.
In den 1860er Jahren wurde die Departemental-Irrenanstalt, mit Anschrift Rheinwerft an der Neustadt 21, erheblich erweitert. Dazu hatte das Kuratorium 1860 das Grundstück von Mathias Krings und 1861 von Weilinghaus angekauft. 1863 kam der Grund und Boden mit Wohnhaus und Garten von Hecker an der Brückenstraße sowie von Reusch dazu. Im Februar 1864 wurde nach Plänen des Kreisbaumeisters Karl Westphalen das Frauenhaus für weibliche Geisteskranke erbaut. Die Gesamtbaukosten betrugen 60.762 Taler, zu denen 1865 für den Bau eines Dampfkessels noch 1331 Taler hinzukamen. Um die Anstalt gegen Uferabbruch zu sichern und deren Terrain nach Westen hin zu erweitern, wurde am 1. Juni 1864 das sogenannte Fischerhäuschen, nebst Garten und Ackerland, welches zwischen der Anstalt und dem Rhein lag, sowie zur Vergrößerung des Anstaltsterrains an dessen Südseite die sogenannte Baasenskaul von den Gebrüdern Hüllstrung erworben. Im Juli 1864 wurde über ein neues Statut der Anstalt durch Verfügung des Königlichen Oberpräsidiums der Rheinprovinz verfügt.
Mitte der 1870er Jahre wurden unter Mitwirkung von Carl Pelman, Direktor der 1876 neuerrichteten Provinzial-Heil- und Pflegeanstalt Grafenberg, dem Anstaltsarzt Carl Andreas Siering und dem Stadtbaumeister Eberhard Westhofen Pläne für einen Neubau ausgearbeitet, welche das Kuratorium 1878 der Königlichen Regierung vorlegte und von dieser genehmigt wurde. Denn Baupläne mussten laut Regierungsverfügung vom Januar 1861 für alle neu zu errichtenden Kranken-, Irren- und Wohltätigkeits-Anstalten der Regierung vorgelegt werden.
Mit dem Bau des Männerhauses an der Südwestseite wurde, nach Plänen des Baumeisters August Rincklake, diese revidiert durch Westhofen, sofort begonnen. Das Gebäude wurde und Ende 1879 fertiggestellt und in Benutzung genommen. Die Errichtung nach von Westhofen vorgelegten Plänen von 1879 des Mittelbaus zu Verwaltungsräumen, von Küche, Vorrats-, Arbeitssaal und Verwaltungswohnungen an der Ostseite; Querbau zwischen Männer- und Frauenhaus an der Westseite; Hallen an der Ostseite zum Aufenthalt der Kranken bei Regenwetter, wurde 1880 begonnen und Anfang 1882 beendigt. 1886 wurde nordöstlich des Frauenhauses, an der Stelle einer hinfälligen Baracke zur Benutzung ansteckender Krankheiten, ein Gebäude zur Unterbringung altersschwacher Frauen errichtet.
Das von den Eheleuten Hecker 1863 erworbene massive Wohnhaus an der Brückenstraße wurde erhalten und diente zur Unterbringung von ruhigen männlichen geisteskranken Pfleglingen. Für die Unterbringung der Leitung wurde das Haus auf der Tellstraße Nr. 16 (heute Wilhelm-Tell-Straße) gekauft. 1893 erreichte die gesamte Anstalt eine Kapazität von 550 Betten.
1886 beschloss die Stadtverordnetenversammlung den Bau eines neuen Hafens im heutigen Stadtteil Hafen. Die ersten Hafenanlagen, mit dem Petroleumhafen (Berger Hafen) und dem Zollhafen unterhalb der Departemental-Irrenanstalt liegend, wurden im Mai 1896 eröffnet, so auch die neue Bahntrasse entlang der Stromstraße für den Transport von Gütern. Bis zur Stromstraße und dem Endpunkt am Zollhof folgte Ende der 1890er Jahre eine Verlängerung der Straßenbahn vom Hauptbahnhof über die Haroldstraße kommend.
1902 wurde die Anstalt, mit Anschrift Fürstenwallstraße 1, unter Direktor Sanitätsrat Heinrich Neuhaus auch zum städtischen Asyl zur vorläufigen Unterbringung von hilfsbedürftigen Geisteskranken.
Um 1911 hatte die Stadt Düsseldorf die Departemental-Irrenanstalt aufgekauft. Diese wurde als so genanntes Irrenhaus 1912 geschlossen und mit der Provinzial-Heil- und Pflegeanstalt Grafenberg vereinigt, wobei die so genannten unheilbaren Kranken aus dem gesamten Raum Düsseldorf der Anstalt Bedburg im Kreis Kleve zugeteilt wurden.
Zwischen 1912 und 1914 wurden in den Gebäuden übergangsweise Schulklassen untergebracht: vier Klassen der Mädchen-Mittelschule an der Florastraße, im Jahr 1912, und sechs überzählige Klassen der Knaben-Mittelschule an der Luisenstraße 73, Ostern 1914.
Im Ersten Weltkrieg wurde im bombensicheren Keller der ehemaligen Anstalt ein Teil der Graphischen Sammlung der Kunsthalle untergebracht. Dies war jedoch kein sicherer Ort, denn bei einem Einbruch während der Unruhen im Januar 1919 wurden neunzehn Bilder entwendet.  Mit wachsender Zahl der Erwerbslosen in Düsseldorf übersiedelte das „Kriegsunterstützungsamt“ im Laufe des Jahres 1919 von der Mühlenstraße zum Fürstenwall 1 und wurde dort als „Erwerbslosenfürsorgeamt“ (vorheriger Sitz Charlottenstraße 100) weitergeführt.
1920 wurde die vormalige Anstalt zu einem Städtischen Waisenhaus umgebaut. Die Kosten für den Umbau und die Einrichtungen betrugen 2 Millionen Mark. Im Winter desselben Jahres, die Umbauten waren noch laufend, wurden die ersten Kinder aufgenommen. Die Waisenkinder kamen vom Städtischen Kinder-Pflegehaus Ratinger Straße 9/13 und standen unter der ärztlichen Obhut von Arthur Schloßmann. Angegliedert wurde eine Lehrlingsherberge für Minderjährige ohne Wohnsitz. Da das Städtische Waisenhaus nicht alle von der Armenverwaltung zu versorgenden Kinder aufnehmen konnte – es bot für höchstens 400 Kinder Platz – musste ein großer Teil in den konfessionellen Waisenhäusern untergebracht werden. Diese waren das katholische Knaben-Waisenhaus (Oberbilker Allee 157, 159), das katholische Mädchen-Waisenhaus (Annastraße 62), das evangelische Waisenhaus (Pempelforter Straße 72/74) und sonstige Pflegeanstalten in Düsseldorf. Im April 1925 wurde das Städtische Waisenhaus aufgelöst und dort eine Berufsschule für Handwerk mit angeschlossenem Mädchenheim eingerichtet. Vor Ort befanden sich 1931 eine Wirtschafterin, ein Schuldirektor, ein Schreinermeister, zwei Schneidermeister und ein Architekt. 1940, im Zweiten Weltkrieg, wurde diese dann „Meisterschule des Deutschen Handwerks“ und „Gewerbliche Berufsschule für Handwerk“ genannt. Mit den Luftangriffe auf Düsseldorf, insbesondere auf den Düsseldorfer Hafen, wurde der Gebäudekomplex zerstört. Heute befindet sich hier eine große Rasenfläche, der so genannte Bürgerpark mit Rheinturm, darunter der südliche Teil des Rheinufertunnels.

## Beschreibung der Anlage

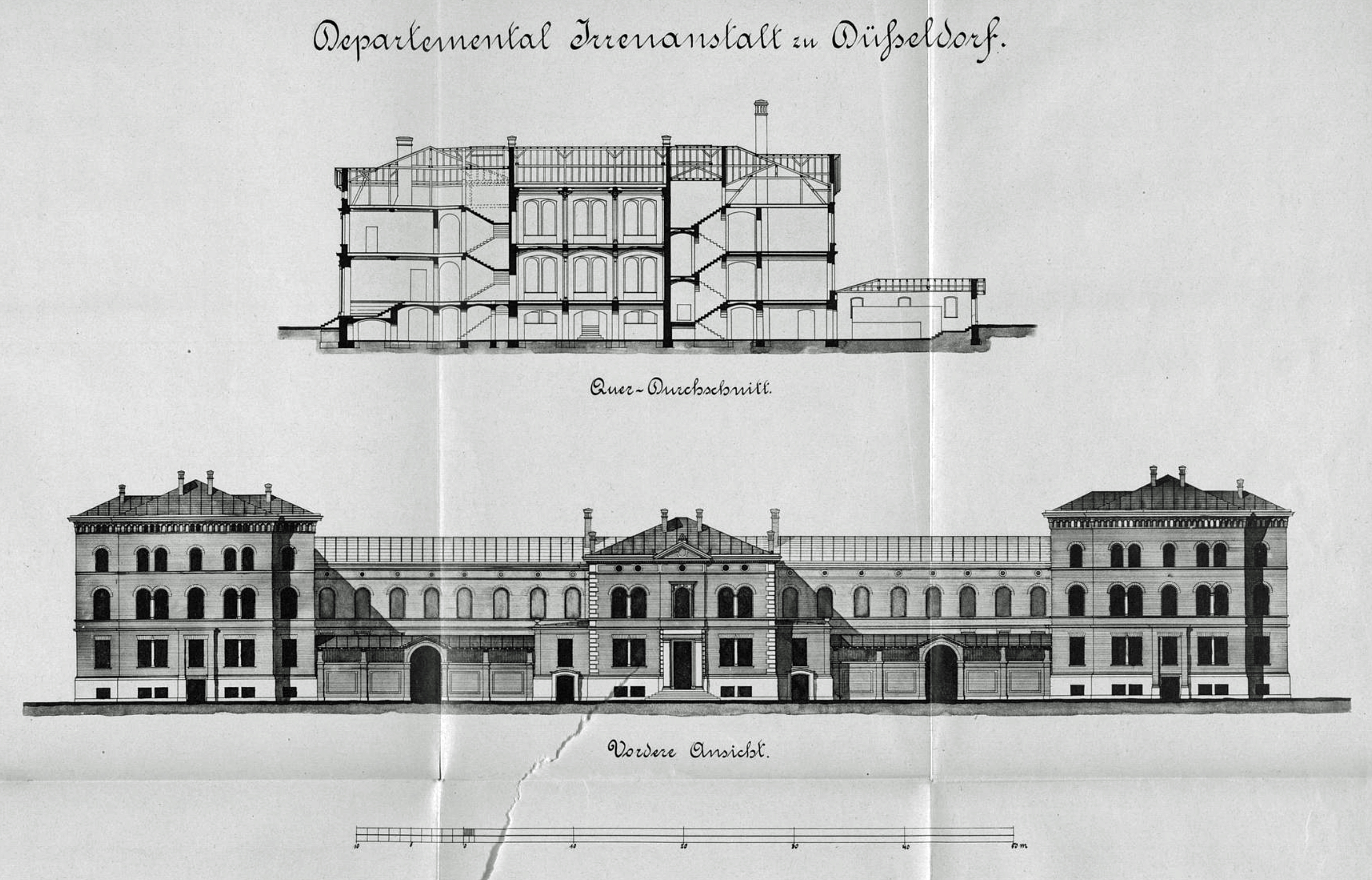
Departemental-Irrenanstalt zu Düsseldorf, Fürstenwall 1

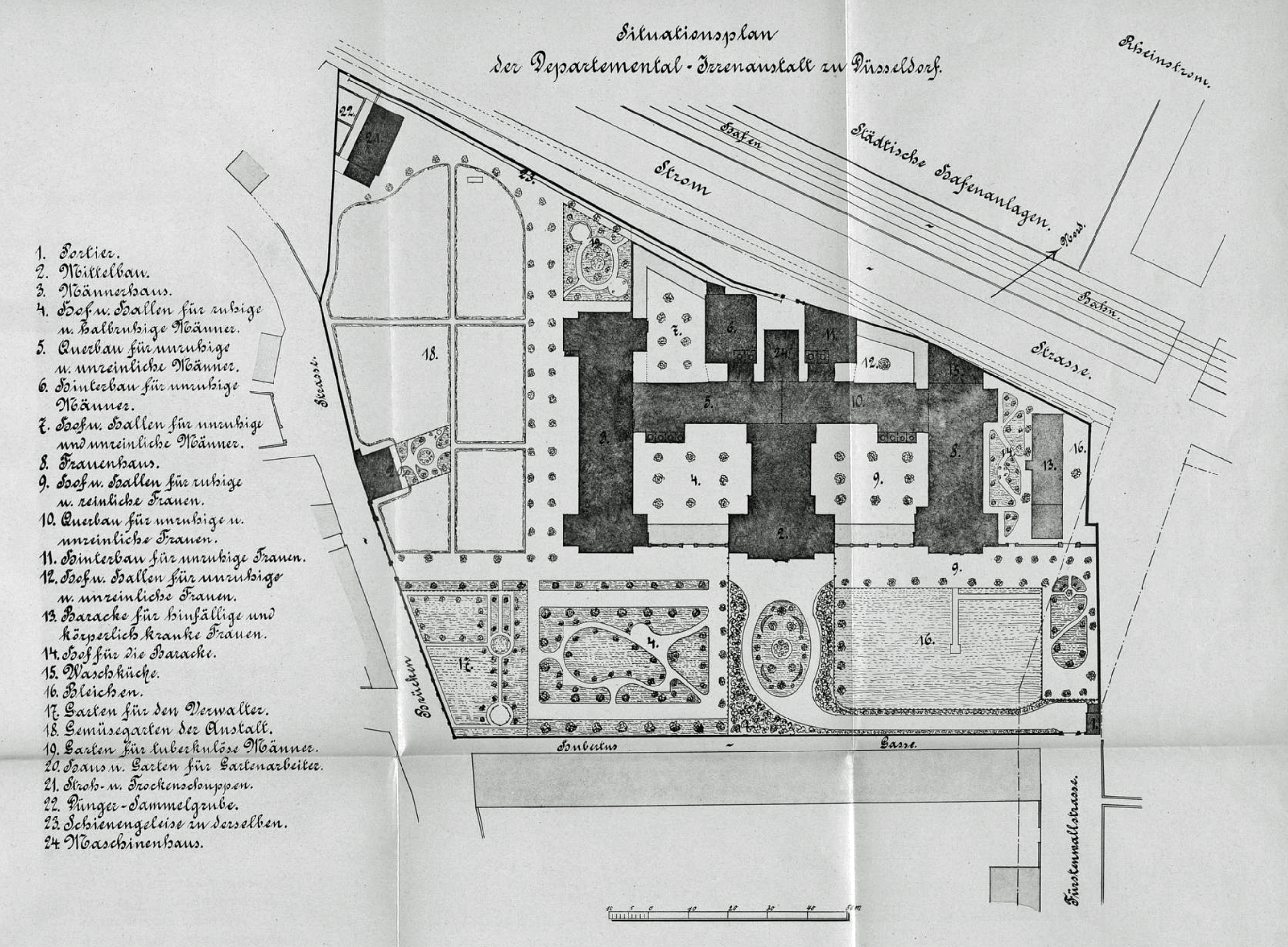
Situationsplan der Departemental-Irrenanstalt

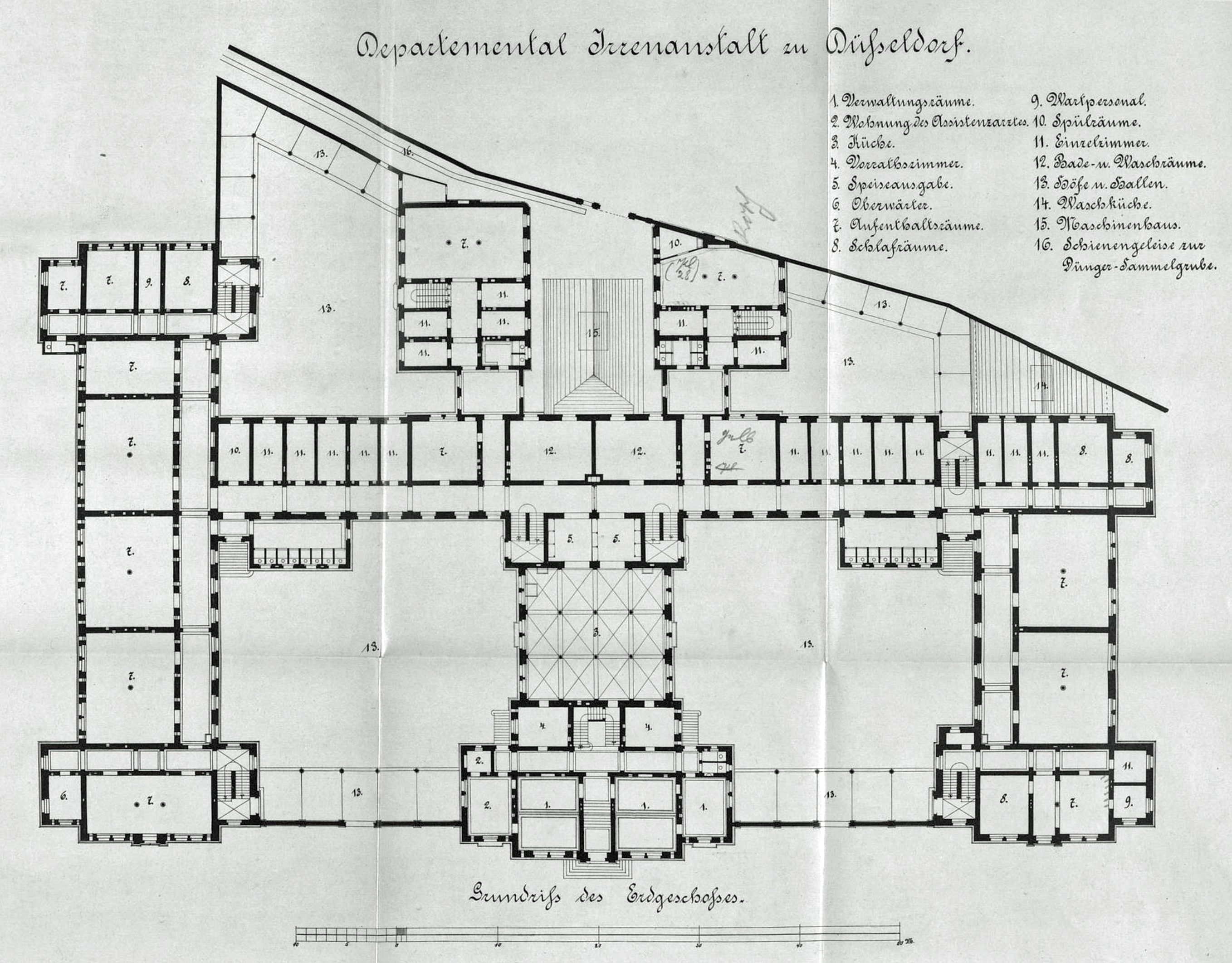
Grundriss des Erdgeschosses

Die Anstalt lag im Südwesten der Stadt Düsseldorf, in unmittelbarer Nähe des Rheines auf einem von Hochwasser freien Terrain. Sie war auf allen Seiten von öffentlichen Straßen umgeben: Fürstenwallstraße, Stromstraße, Brückenstraße und Hubertusgasse, wobei die letztere namentlich nicht mehr existiert. Ihr ganzes, von massiven Mauern eingefriedete Areal umfasste, nach Landvermessung im Jahre 1896, 2 Hektar und 22 m × 19 m, von denen 50 m × 18 m bebaut waren.
Die Gebäude, sämtlich massiv in Ziegelsteinen ausgeführt, bestanden aus dem Männerhaus im Südwesten und dem Frauenhaus im Nordosten, beide zweistöckig. Dieselben waren östlich durch einen einstöckigen Mittelbau und westlich durch einen einstöckigen Querbau, letzterer mit zwei einstöckigen Hinterbauten, verbunden. Südwestlich vom Männerhaus befand sich, isoliert liegend, ein kleineres, den Anstaltszwecken dienendes Gebäude, nordöstlich vom Frauenhaus, ebenfalls isoliert, eine Baracke in Ziegelfachwerk. Zwischen den beiden Hinterbauten des westlichen Querbaues lag das Maschinenhaus.
Die Treppen bestanden aus Basaltlava. Die Gänge und Kellergeschosse, das Erdgeschoss des westlichen Querbaues sowie die Küche im Mittelbau waren überwölbt. Die Fußböden bestanden je nach dem Zwecke der einzelnen Räume aus Zement, Tonplatten oder Dielenböden. Die Bedachung war aus Zink hergestellt und die Fensterrahmen aus Eisen.
Zwischen den verschiedenen Gebäuden befanden sich Höfe und Hallen für den Aufenthalt der Kranken im Freien, östlich und nördlich vor dem Frauenhaus die Bleichen, auf dem südlichen Teile des Anstaltsterrains ein Garten für den Verwalter und der große Gemüsegarten der Anstalt, dessen westliche Ecke den Stroh- und Trockenschuppen sowie die Sammelgrube enthielt. Die Abortanlagen waren nach dem „Heidelberger Tonnensystem“ eingerichtet und mit Ventilationsöffnungen versehen. Täglich wurden die luftdicht verschlossenen Tonnen auf einem Schienengleis zu der Sammelgrube gefahren und in dieselbe entleert. Der Inhalt dieser Grube wurde dann durch die städtische Dampf-Latrinen-Reinigungs-Anstalt abgefahren.
Männer- und Frauenhaus enthielten im Erdgeschoss Aufenthalts- und Arbeitsräume und je einen Raum für die ständige Wache sowie eine auch von den Höfen aus zugängliche Abortanlage; im ersten und zweiten Stock Schlafsäle für ruhige und reinliche Kranke. Im Mittelbau waren im Erdgeschoss die Räume für die Verwaltung, die Wohnung des Assistenzarztes, die Küche und Vorratskammern, im ersten Stock die Wohnung des Verwalters und über der Küche ein Saal für den Gottesdienst. In dem Querbau und dessen Hinterbauten befanden sich die Wasch- und Baderäume, Einzelzimmer, Aufenthalts- und Schlafräume sowie Aborte für unruhige und unreinliche Männer respektive Frauen. Die Waschvorrichtung bestand aus eisernen, drehbaren, in eine Abflussrinne sich entleerende Waschbecken. Für die Bäder dienten kupferne oder emaillierte Stahlblechwannen, denen das durch Dampf erwärmte Wasser in regulierbaren Temperaturgraden zugeführt wurde.
Das südwestlich vom Männerhaus liegende Wohngebäude war von den mit Gartenarbeiten beschäftigten Pfleglingen bewohnt und enthielt außerdem abgesonderte Räume für tuberkulosekranke Männer. Die Baracke am Frauenhaus war für hinfällige und einundzwanzig körperlich kranke Frauen bestimmt, mit Badestube, Abort und Räumen für Einzelkranke versehen. Bei etwaigem Ausbruche von Epidemien sollten beide evakuiert und für die infizierten Kranken benutzt werden.
Die hoch und trocken gelegenen Kellergeschosse enthielten unter dem Männerhaus Werkstätten, Vorratsräume und die Leichenhalle nebst Sezierraum. Unter dem Frauenhaus befand sich die Waschküche nebst Trockenapparat und Desinfektionsraum.
Die Anstalt war in allen Teilen für Trink- und Nutzwasser an die städtische Wasserleitung und für das Brauchwasser an das städtische Kanalnetz angeschlossen. Die Heizung erfolgte teils durch mit eisernen Gitterkörben umgebene Ventilationsöfen, teils durch Dampf-Luftheizung. Die Beleuchtung geschah durch Gas.

### Medizinische Anstaltsleiter
- 1826–1858: Carl Leopold Bournye (1787–1865), Geheimer Sanitätsrat
- 1858–1862: Apoll. Schaefer, Kreisphysikus und Geheimer Sanitätsrat
- 1862–1872: Gustav Windscheidt (* 8. August 1832 in Emmerich; † 15. Juni 1880), praktischer Arzt
- 1872–1884: Carl Andreas Siering, praktischer Arzt, wurde 1884 zum Sanitätsrat ernannt[24]
- 1884–1912: Heinrich Neuhaus, Geheimer Sanitätsrat
- Als weiterer Leiter  der Anstalt wurde der Kreisphysikus Anton Ernsts (1798–1856) genannt, welcher auch Mitglied der Central-Armen-Verwaltung Düsseldorfs war.

### Belegungs-Frequenz
- 1826: bei Eröffnung der Anstalt – 14 Pfleglinge
- 1830: Vermehrung – 40 Pfleglinge
- 1838: nach der ersten Erweiterung – 70 Pfleglinge
- 1844: nach der zweiten Erweiterung – 110 Pfleglinge
- 1865: nach dem Neubau des Frauenhauses – 261 Pfleglinge
- 1880: nach dem Neubau des Männerhauses – 438 Pfleglinge
- 1882: nach dem Neubau des Mittelhauses – 530 Pfleglinge
- 1886: nach dem Bau der Baracke – 557 Pfleglinge
- 1888–1890: nach dem Neubau der Räume für Unreine und Unruhige – 592 Pfleglinge
- 1897: nach der „Reform des Irrenwesens“[25] vermindert – 539 Pfleglinge
- 1905: 514 Geisteskranke (248 Männer, 266 Frauen)
- Anfang 1906: 510 Geisteskranke (270 Männer, 240 Frauen).[26]
- 1912: Mit Auflösung der Anstalt wurden 430 Geisteskranke (225 Männer, 205 Frauen) nach Bedburg im Kreis Kleve verlegt.